# ويليام كليج
ويليام كليج (بالإنجليزية: William Clegg)‏ (21 أبريل 1852 بشفيلد في المملكة المتحدة - 22 أغسطس 1932 بشفيلد في المملكة المتحدة) هو لاعب كرة قدم بريطاني (وحمل سابقاً جنسية المملكة المتحدة لبريطانيا العظمى وأيرلندا) في مركز الدفاع. شارك مع منتخب إنجلترا لكرة القدم. أما مع النوادي، فقد لعب مع شيفيلد وينزداي.

## وصلات خارجية
- ويليام كليج على موقع قاعدة بيانات كرة القدم.إي يو (الإنجليزية)
- ويليام كليج على موقع ناشيونال فوتبول تيمز (الإنجليزية)
- ويليام كليج على موقع عالم كرة القدم.نت (الإنجليزية)